# Гущин, Виктор Алексеевич
Виктор Алексеевич Гущин (род. 1937, Мячково, Горьковская область) ― советский и российский хозяйственный и общественный деятель, почётный гражданин города Искитима (2013). Народный депутат России (1990-1993). Директор Новосибирского завода искусственного волокна (1975—2004).

## Биография
Родился в 1937 году в селе Мячково, ныне Володарского района Нижегородской области, в рабочей семье.
В 1954 году завершил обучение в средней школе № 1 города Володарска и успешно поступил в Дзержинский химико-технологический техникум. Окончив обучение в 1957 году был направлен на работу на химический завод в посёлок Сельцо, Брянской области. осуществляя трудовую деятельность на заводе, прошёл все ступени производства: начинал с контролера ОТК, затем работал мастером, старшим мастером, начальником корпуса, заместителем Начальника цеха, начальником цеха, в 1972 году был назначен главным технологом завода.
В 1966 году без отрыва от производства прошёл обучение в Казанском химико-технологическом институте, получил специальность инженер-механик.
В 1975 году был назначен на должность директора Новосибирского завода искусственного волокна, где проработал почти 30 лет.
За небольшой промежуток времени завод резко улучшил производственную деятельность, повысил организацию труда, качество выпускаемой продукции, улучшил культуру производства. Это современное предприятие было крупнейшим в городе Искитиме Новосибирской области. Работая на должности директора, большое внимание уделял развитию социальной сферы: был построен красивый микрорайон «Южный», возведены две школы, магазины, Дворец культуры, спортивный комплекс, поликлиника, заводской профилакторий.
В 1990 году Гущина Виктора Алексеевича избирают Народным депутатом России. За заслуги перед Родиной Виктор Алексеевич был награждён орденами «Знак Почёта», «Трудового Красного Знамени», «Дружбы народов».
Выйдя на заслуженный отдых активно занимается общественной работой. Является членом Совета старейшин при Губернаторе Новосибирской области и членом Общероссийского национального благотворительного фонда.
26 июня 2013 года решением органов муниципальной власти города Искитима удостоен звания «Почётный гражданин города Искитим». 
Проживает в городе Искитим Новосибирской области. 

## Награды и звания
- Орден Трудового Красного Знамени (1981),
- Орден «Знак Почёта» (1976),
- Орден Дружбы народов (1987),
- Медаль «В ознаменование 100-летия со дня рождения Владимира Ильича Ленина»
- Почётный гражданин города Искитим (26.06.2013).